# San Michele Arcangelo (diaconia)
San Michele Arcangelo (in latino: Diaconia Sancti Michaëlis Archangeli) è una diaconia istituita da papa Paolo VI il 5 febbraio 1965 con la costituzione apostolica Inter cetera Romanae.

## Titolari
- Joseph-Léon Cardijn (22 febbraio 1965 - 25 luglio 1967 deceduto)
  - Vacante (1967 - 2003)
- Javier Lozano Barragán (21 ottobre 2003 - 12 giugno 2014 nominato cardinale presbitero di Santa Dorotea)
  - Vacante (2014 - 2019)
- Michael Czerny, S.I., dal 5 ottobre 2019